# أوميبرازول/أموكسيسيلين/ريفابوتين
أوميبرازول/أموكسيسيلين/ريفابوتين دواء مركب بجرعة ثابتة يُستخدم لعلاج عدوى الملوية البوابية يؤخذ بالفم ويُباع بالاسم التجاري تاليسيا (Talicia).
اعتمد الدواء للاستخدام الطبي في الولايات المتحدة في نوفمبر 2019.